# Калинино (станция Приволжской железной дороги)
Калинино —  железнодорожная станция в посёлке Железнодорожный Шуруповского сельского поселения Фроловского района Волгоградской области

## Расписание
Поезда дальнего следования:
- Москва — Душанбе
- Москва — Худжанд

Пригородные поезда:
| № поезда | Маршрут движения    | № поезда | Маршрут движения    |
| -------- | ------------------- | -------- | ------------------- |
| 6491     | Волгоград — Арчеда  | 6492     | Арчеда — Волгоград  |
| 6805     | Волгоград — Урюпино | 6810     | Урюпино — Волгоград |